# MOS VIC

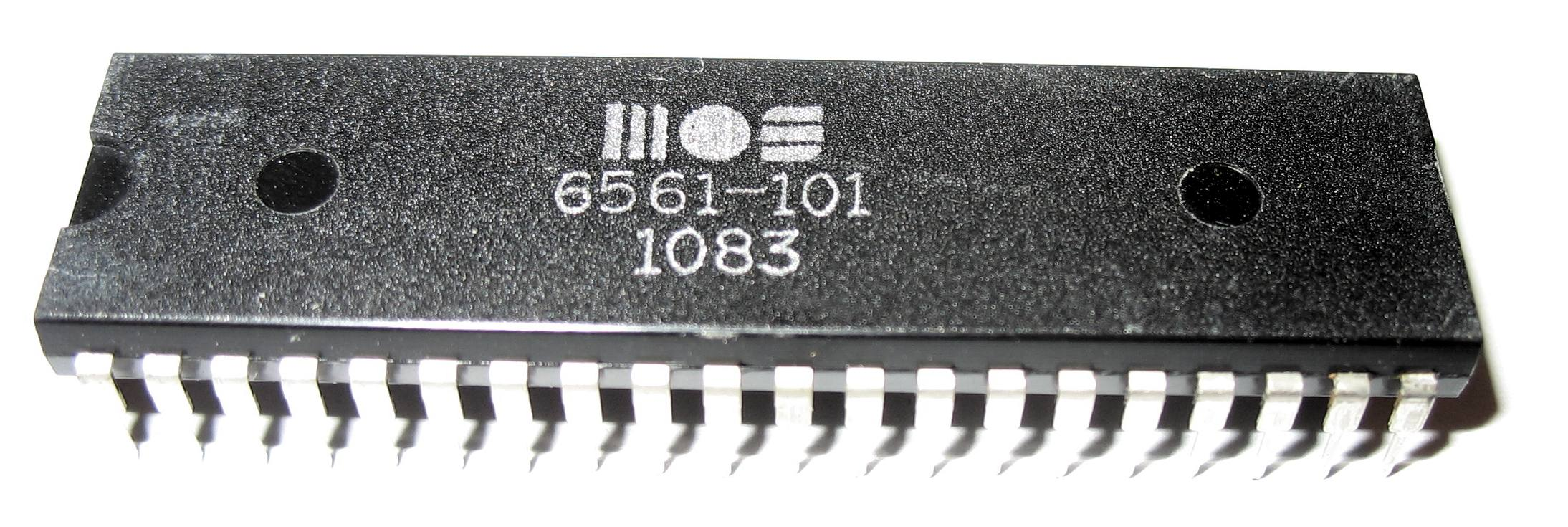
Il MOS VIC 6561 (versione PAL)

Il MOS VIC è il microprocessore responsabile della generazione del suono e della grafica degli home computer Commodore VIC-20.
Prodotto nei modelli MOS 6560 (versione NTSC) o MOS 6561 (versione PAL), fu originariamente progettato per essere impiegato in dispositivi quali terminali CRT a basso costo, monitor biomedicali, display di sistemi di controllo, videogiochi arcade e console giochi.

## Storia
Il chip fu progettato da Albert Charpentier nel 1977 ma la Commodore International, proprietaria di MOS Technology, non riuscì inizialmente a ottenerne una solida posizione sul mercato. Nel 1979 MOS Technology iniziò a lavorare su un chip video denominato MOS Technology 6564 destinato ai computer TOI; parallelamente iniziò a lavorare anche su un altro chip, il MOS 6562, che sarebbe servito a realizzare la versione a colori del Commodore PET. Entrambi questi chip si rivelarono un fiasco a causa dei problemi di temporizzazione delle memorie: per funzionare richiedevano infatti memorie SRAM veloci e molto costose, cosa che rendeva questi chip non usabili su linee di prodotti da grande diffusione, dove il costo era il più importante dettaglio.
Ma il lavoro fatto su questi chip non fu sprecato perché Robert Yannes perfezionò il progetto VIC utilizzando il generatore sonoro del 6562, migliore di quello del 6560, e la circuiteria del 6564 preposta alla generazione dei colori per averne in maggior numero rispetto a quanti permessi dal VIC originale. Il risultato finale fu utilizzato nel Commodore VIC-20.

## Specifiche

Piedinatura del MOS VIC 6560. Questo processore era realizzato con un DIP a 40 pin.

Queste sono le caratteristiche principali del MOS VIC:
- memoria video indirizzabile di 16 KB, comprendenti la memoria per lo schermo, quella per i colori e la mappa caratteri;
- 16 colori (i primi 8 possono essere utilizzati solo come sfondo e come colori ausiliari);
- possibilità di selezionare 2 dimensioni dei caratteri: 8×8 o 8×16 bit. La larghezza del pixel è di 1 bit nei caratteri ad "alta risoluzione" e di 2 bit in quelli "multicolore";
- massima risoluzione video di 176×184 pixel, corrispondenti a 22 colonne per 23 righe per la versione NTSC (6560); la versione PAL (6561) poteva arrivare a 224×256 pixel;
- generatore sonoro programmabile a 4 canali (3 onde quadre più 1 "rumore bianco" più gestione del volume);
- DMA integrato su chip;
- 2 convertitori A/D ad 8 bit;
- supporto per penna ottica

Il VIC veniva programmato manipolando i suoi 16 registri, mappati agli indirizzi $9000–$900F della memoria del VIC-20. I due convertitori A/D erano usati per leggere le posizioni di altrettanti paddle collegati al computer; al VIC-20, grazie al supporto integrato nel chip VIC, era possibile collegare anche una penna ottica.
Il VIC precedette il più sofisticato VIC-II, utilizzato nei più potenti Commodore 64 e Commodore 128.

## Versioni del VIC
- MOS 6560: versione NTSC
- MOS 6561E: versione ceramica PAL, usato nei primi VIC-20
- MOS 6561-101: versione PAL